# Bouboulina

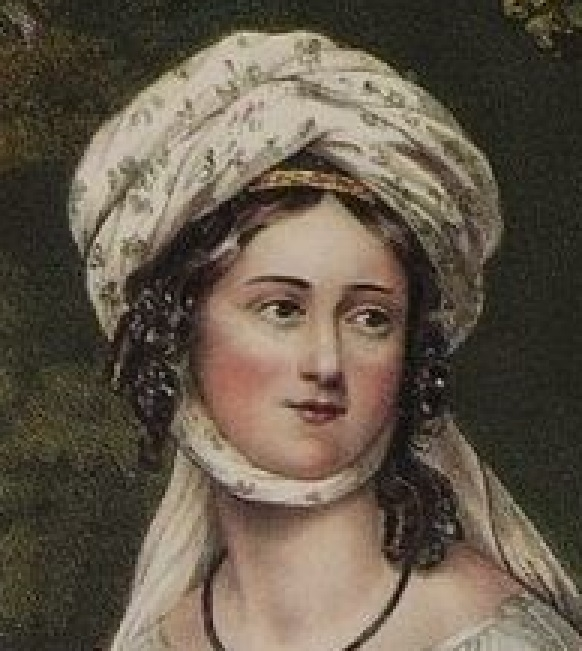
Bouboulina

Bouboulina (Grieks: Μπουμπουλίνα) is de gebruikelijke bijnaam van Laskarína (Grieks: Λασκαρίνα) Pinotzís (11 mei 1771 - 22 mei 1825), een nationale heldin uit de Griekse Onafhankelijkheidsoorlog.
Zij werd geboren in een Turkse gevangenis in Constantinopel, als dochter van een ter dood veroordeelde Griekse kapitein uit Hydra. Haar moeder vluchtte naar het eiland Spetses, waar Laskarina ook opgroeide. In 1788 trad zij in het huwelijk met een scheepskapitein, die zij overal vergezelde op zee tijdens verschillende expedities. Haar echtgenoot overleed in 1798, toen zijn schip gekelderd werd door Turkse piraten. Zij hertrouwde met een andere zeevaarder, Bouboulis, die tragisch genoeg op een gelijkaardige manier om het leven kwam.
Bouboulina, zoals zij voortaan genoemd werd, was op dat ogenblik schatrijk, want zij werd ineens eigenaar van scheepswerven en van een handelsvloot. In 1821 toen de Vrijheidsoorlog uitbrak, liet zij met eigen middelen haar handelsschepen ombouwen tot oorlogsschepen (onder meer de Agamemnon waarover zij persoonlijk het bevel voerde), 
en zette die van 1821 tot 1824 in tijdens allerlei zeegevechten tegen de Turken. Zo voerde zij het bevel tijdens de belegering en de bevrijding van Nauplion.
Financieel geruïneerd keerde zij naar Spetses terug, waar zij vermoord werd door de wraaklustige vader van een meisje dat door Bouboulina’s zoon was geschaakt. Haar avontuurlijke leven stond model voor allerlei romantische legendevorming.